# Cohors I Augusta Nerviana Velox
Die Cohors I Augusta Nerviana Velox (deutsch 1. Kohorte Augusta Nerviana die Schnelle) war eine römische Auxiliareinheit. Sie ist durch Militärdiplome belegt. In dem Militärdiplom von 152 wird sie als Cohors I Nerviana bezeichnet.

## Namensbestandteile
- Augusta

- Nerviana

- velox: die Schnelle oder die Bewegliche.

Da es keine Hinweise auf die Namenszusätze milliaria (1000 Mann) und equitata (teilberitten) gibt, ist davon auszugehen, dass es sich um eine Cohors quingenaria peditata, eine reine Infanterie-Kohorte, handelt. Die Sollstärke der Einheit lag bei 480 Mann, bestehend aus 6 Centurien mit jeweils 80 Mann.

## Geschichte
Die Kohorte war in der Provinz Mauretania Caesariensis stationiert. Sie ist auf Militärdiplomen für die Jahre 107 bis 152 n. Chr. aufgeführt.
Der erste Nachweis der Einheit in Mauretania Caesariensis beruht auf einem Diplom, das auf 107 datiert ist. In dem Diplom wird die Kohorte als Teil der Truppen (siehe Römische Streitkräfte in Mauretania) aufgeführt, die in der Provinz stationiert waren. Ein weiteres Diplom, das auf 152 datiert ist, belegt die Einheit in derselben Provinz.

## Standorte
Standorte der Kohorte sind nicht bekannt.

## Angehörige der Kohorte
Folgende Angehörige der Kohorte sind bekannt:
- Titus []: er wird auf dem Diplom von 152 als Kommandeur genannt.
- Tanius, ein Fußsoldat: das Diplom von 152 wurde für ihn ausgestellt.